# Caulophyllum thalictroides
Espèce
Synonymes
- Caulophyllum thalictroides var. thalictroides[1]
- Leontice thalictroides L.[1]

Caulophyllum thalictroides, communément appelé l’Actée à grappes bleues[réf. nécessaire], est une espèce de plantes à fleurs de la famille des Berberidaceae (épine-vinette). C'est une plante vivace de taille moyenne avec des fruits bleus ressemblant à des baies et un feuillage vert bleuâtre. Le nom actée à grappes provient probablement d'un mot algonquin signifiant « rugueux ».

## Caractéristiques
De la tige unique qui s'élève du sol, il y a une seule grande feuille à trois branches et une tige fructifère. Les folioles vert bleuté sont en forme de tulipe, entières à la base, mais dentelées à l'extrémité. Son nom d'espèce, thalictroides, vient de la similitude entre les grandes feuilles très divisées et multi-composées de la pyrale des prés (Thalictrum) et celles de l'actée à grappes bleues.
On le trouve dans les forêts de feuillus et préfère les criques humides et les coteaux, généralement dans des endroits ombragés, dans un sol riche. Il pousse dans l'Est de l'Amérique du Nord, du Manitoba et de l'Oklahoma jusqu'à l'océan Atlantique .
Certaines abeilles visitent les glandes nectarifères des pétales au début de la saison.

## Liste des variétés et sous-espèces
Selon Tropicos (5 septembre 2021) :
- Caulophyllum thalictroides subsp. robustum (Maxim.) Kitam.
- Caulophyllum thalictroides var. giganteum Farw.
- Caulophyllum thalictroides var. thalictroides

## Composition chimique
La racine contient des acides gras essentiels, des glucosides, des phytostérols, des saponines et de l'huile essentielle résineuse.